# شون جانستون (هنرپیشه)
شون جانستون (انگلیسی: Shaun Johnston؛ زادهٔ ۹ سپتامبر ۱۹۵۸) خواننده، هنرپیشه سینما و تئاتر کانادایی است. که با تأسیس تئاتر سایه در ادمونتون و اولین نمایش های حرفه ای خود در صحنه تئاتر پر رونق در آلبرتا را تشکیل داد همچنین وی در چندین فیلم و سریال تلویزیونی ظاهر شده است، که مهمترین آنها به عنوان «جک بارتلت» در سریال درام مزرعه قلب‌ها است.

## زندگی‌نامه
جانستون در مزرعه ای در پونوکا ، آلبرتا ، بین رد دیر و ادمونتون زاده شده است.
او در دبیرستان بسکتبال بازی می کرد، و از کالج رد دیر مدرک کسب و کار را کسب کرد و مدتی با شعبه خزانه داری آلبرتا کار کرد. او که علاقه‌مند به حرفه ای شدن به عنوان یک عکاس مد بود در اوایل دهه ۱۹۸۰ به تورنتو نقل مکان کرد و قبل از پیدا کردن کار به عنوان مدل تلاش کرد تا وارد این صنعت شود. پس از گذشت چند سال ، او شوق خاصی برای اجرای برنامه تئاتر داشت و برای تحصیل در کالج رد دیر دوباره به آلبرتا بازگشت. وی پس از اجرا۽ یک برنامه درام انتخابی از دانشگاه آلبرتا موفق به کسب مدرک BFA شد.

## فیلم‌شناسی
| سال  | عنوان                           | نقش                |
| ---- | ------------------------------- | ------------------ |
| ١٩٩٠ | خاندان خون                      | جری                |
| ١٩٩٧ | خانم خرس                        | بارنی پورتر        |
| ١٩٩٨ | قلب خورشید                      | هری                |
| ١٩٩٩ | معما، آلاسکا                    | D.A. دلوف          |
| ٢٠٠٤ | زنجبیل اسنپس 2: از بند باز شده  | جک                 |
| ۲۰۰٥ | آتشفشان فوق العاده              | مت                 |
| ۲۰۰٥ | یک دوست خانواده                 | کولریج             |
| ۲۰۰٦ | دنباله شکسته                    | جک آبله            |
| ٢٠٠٧ | ماه کارولینا                    | هانیبال بودَن       |
| ٢٠٠٧ | قلب من را در زانو زخمی دفن کنید | سرهنگ نلسون. مایلز |
| ٢٠١٩ | از نظر ساده                     | کشیش ریکمن         |

- {| class="wikitable sortable"

|+تلویزیون
!سال
!عنوان
!نقش
|-
|١٩٩٥ - ١٩٩٦
|جیک و بچه
|جیک ترامپ
|-
|١٩٩٦ - ٢٠٠٠
|تجار
|بن سالیوان
|-
|١٩٩٨ - ٢٠٠١
|مربیان
|روی کیتس
|-
|٢٠٠١
|اسمالویل
|پدر جردن
|-
|١٩٩٨ - ٢٠٠٥
|بازجویی داوینچی
|مارشال سید فلمینگ                  
|-
|٢٠١٦
|دلمر و مارتا
|تام
|-
|٢٠١٦ - ٢٠١٨
|گوش وینونا
|خوان کارلوس
|-
|٢٠٠٧ - ٢٠١٩
|مزرعه قلب‌ها
|جک بارتلت
|-
|}